# Incoming!
Incoming! – gra komputerowa na platformę WiiWare wydana przez firmę JV Games 13 czerwca 2009 w Ameryce Północnej.

## O grze
Gracze mają pod kontrolą zespół czołgów, którymi muszą pokonać ich odpowiedników kontrolowanych przez komputera lub drugiego gracza. Za pomocą kontrolera Wii Remote, gracza wybierają najlepszą trajektorię pocisku działa czołgów, żeby zniszczyć ich przeciwników. Na dodatek, gracz będzie miał szansę zdobyć latające powerupy od czasu do czasu, które pomogą mu wygrać rundę.

## Odbiór gry
Magazyn Nintendo Life napisał, że gra Incoming! była jedną z najgorszych gier w historii firmy JV Games; zwrócono uwagę na słabą grywalność oraz kontrolę, które mają wyraźnie utrudniać rozgrywkę.